# Доку, Додо
Франсиско Додо Абдель Доджи Доку (фр. Francisco Dodo Abdel Dodji Dokou; род. 4 мая 2004, Котону) — бенинский футболист, полузащитник клуба «Смуха» и национальной сборной Бенина.

## Карьера

### «Смуха»

#### Начало карьеры
Воспитанник бенинской футбольной академии клуба «Офмас Сад». В 2021 году футболист стал выступать в основной команде клуба, который тогда носил название «Этернел». В октябре 2022 года футболист перешёл в египетский клуб «Смуха», с которым подписал четырёхлетний контракт. Сумма трансфера составила порядка 24 тысяч евро согласно футбольному порталу «Transfermarkt». Дебютировал за клуб 19 октября 2022 года в матче против клуба «Замалек», выйдя на поле в стартовом составе. В своём следующем матче 25 октября 2022 года против «Национального банка Египта» футболист отличился своей дебютной результативной передачей. Затем футболист смог закрепиться в стартовом составе клуба, став одним из ключевых игроков клуба. По итогу своего дебютного сезона футболист вместе с клубом завершил чемпионат на итоговом десятом месте.

#### Сезон 2023/24
В августе 2023 года футболистом интересовался французский «Олимпик Марсель», однако египетский клуб отклонил предложение из-за финансовых вопросов. В начале нового сезона футболист выбыл из распоряжения египетского клуба из-за болезни, однако в середине октября 2023 года футболист полноценно вернулся в строй. Новый сезон футболист начал с матча 21 октября 2023 против клуба «Замалек», выйдя на замену на 38 минуте. Своим дебютным забитым голом за клуб футболист отличился в матче групповой стадии Кубка египетской лиги, против александрийского «Аль-Иттихада». По итогу сезона футболист вместе с клубом завершил чемпионат на итоговом шестом месте. На протяжении сезона футболист выступал за клуб в роли одного из ключевых игроков, отличившись своим единственным забитым голом.

#### Сезон 2024/25
Новый сезон футболист начал 30 октября 2024 года с матча против александрийского клуба «Харас Эль-Ходуд», выйдя на поле в стартовом составе. Дебютным забитым голом в чемпионате футболист отличился 30 декабря 2024 года в матче против клуба «Фарко». Основную часть чемпионата футболист вместе с клубом завершили на итоговом двенадцатом месте, отправившись в раунд плей-офф на выбывание. В апреле 2025 года появилась информация, что к футболисту проявляет интерес танзанийский клуб «Симба», в то время как египетский клуб хочет получить за футболиста компенсацию примерно в 300 тысяч евро. По итогу сезона футболист вместе с клубом вторую часть чемпионата завершил на итоговом седьмом месте, сохранив прописку в элитном дивизионе. На протяжении сезона футболист выступал за клуб в роли одного из основных игроков, отличившись своим единственным забитым голом.

## Международная карьера
Выступал в молодёжных бенинских сборных в возрастных категориях до 20 лет и до 23 лет. В марте 2023 года футболист получил вызов в национальную сборную Бенина для участия в квалификациях Кубка африканских наций. Дебютировал за сборную 22 марта 2023 года в матче против сборной Руанды, выйдя на замену на 59 минуте.